# Fonchanina
Fonchanina (Fontjanina en catalán) es una localidad española perteneciente al municipio de Montanuy, en la Ribagorza, provincia de Huesca, Aragón. Se encuentra en el valle del Baliera.

## Historia
En 1833 formó ayuntamiento junto a Castanesa y posteriormente se unió al actual de Montanuy.

## Monumentos
- Iglesia parroquial.[3]
- Ermita de San Silvestre.[2]

## Festividades
- 29 de junio en honor a San Pedro.[2]